# Аилеу
Аилеу е една от 13-те административни области на Източен Тимор. Населението ѝ е 48 837 жители (по преброяване от юли 2015 г.), а площта 736 кв. км. Намира се в часова зона UTC+9. ISO 3166 кодът ѝ е TL-AL.